# Газелек Аячо
Газелек Аячо (на френски: Gazélec Football Club Ajaccio) e френски футболен клуб от остров Корсика, град Аячо. Основан през 1960 година след сливането на ФК Аячо (Football Club Ajaccio) и Газелек Аячо (Gazélec Ajaccio). Името му дават две големи национални корпорации EDF-GDF (Gaz = Gaz de France et élec = Électricité de France) (Газ и електричество). Домакинските си мачове играе на стадион Анже-Казанова, с капацитет от 5000 зрители. Дълго време най-доброто класиране е 5-о място в Лига 2 през сезон 1991/92. Най-доброто представяне в националната купа е полуфинала през 2011/12. През 2013/14 отбора заема 3-то място в Лига Насионал, с което той се връща в Лига 2.
През 2014/15 корсиканския отбор заема сензационното за всички второ място в Лига 2 и с това печели правото да играе за първи път в историята си в Лига 1. Газелек Аячо наследява червено-сините цветове от ФК Аячо. Прозвището „le bistro“ е заради това, че седалището му се намира в бар „Le Claridge“ (предишно име бар „L'esarc“)

## Предишни имена
- 1910-1933: Jeunesse Sportive Ajaccienne
- 1933-1960: Football Club Ajaccio
- 1960-1996: Gazélec Football Club Ajaccio, след сливането с Gazélec Ajaccio
- 1996-2012: Gazélec Football Club Olympique Ajaccio, след сливането с l'Olympique d'Ajaccio
- От 2012: Gazélec Football Club Ajaccio

## Успехи
- Шампион на Корсика (10): 1933, 1935, 1937, 1938, 1939, 1941, 1942, 1947, 1948, 1953
- Носител на Купа на Корсика (6): 1963, 1967, 1969, 1974, 1989 et 1993
- Шампион на CFA (2): 2003, 2011
- Шампион на Division d'Honneur Corse (4): 1937, 1938, 1956, 1957
- 1 сезон в Лига 1: 2015—2016
- 18 сезона в Лига 2: 1968—1972; 1975—1982; 1986—1988; 1990—1993; 2012—2013; 2014—2015

## Известни играчи
- Филип Анциани /1994—1996; 48 мача (5 гола)
- Шериф Уджани /1997—1998; 28 мача (14 гола)
- Исмаел Бангура /2003—2005; 44 мача (15 гола)
- Реми Маревал
- Асане Тал
- Антони Колине

- Официален сайт ФК „Газелек“ (Аячо) Архив на оригинала от 2013-01-15 в Wayback Machine.